# Polygala linarifolia
Polygala linarifolia là một loài thực vật có hoa trong họ Polygalaceae. Loài này được Willd. miêu tả khoa học đầu tiên năm 1807.